# Lithophane petrificata
Lithophane petrificata är en fjärilsart som beskrevs av Ignaz Schiffermüller 1776. Lithophane petrificata ingår i släktet Lithophane och familjen nattflyn. Inga underarter finns listade i Catalogue of Life.